# Diagnòstic precoç
Un  diagnòstic precoç és un programa epidemiològic de salut pública, d'aplicació sistemàtica o universal, per detectar en una població determinada i asimptomàtica, una malaltia greu, amb l'objectiu de disminuir la taxa de mortalitat associada.